# Seniorat turczański
Seniorat turczański (słow. Turčiansky seniorát) – jeden z senioratów Dystryktu Wschodniego Kościoła Ewangelickiego Wyznania Augsburskiego na Słowacji z siedzibą w Żylinie. Na seniorat składają się 22 zbory z 30 266 członkami.
W jego skład wchodzą zbory: Blatnica, Háj, Ivančiná, Košeca, Krpeľany, Lazy pod Makytou, Martin, Martin-Záturčie, Mošovce, Necpaly, Powaska Bystrzyca, Príbovce, Púchov, Slovenské Pravno, Sučany, Súľov, Turany, Turčianske Jaseno, Vrútky, Záriečie, Zemianske Kostoľany, Żylina.